# Konfederacja Piłki Siatkowej Ameryki Północnej, Centralnej i Regionu Karaibów
Konfederacja Piłki Siatkowej Ameryki Północnej, Centralnej i Regionu Karaibów (NORCECA, North, Central America and Caribbean Volleyball Confederation) – organizacja sportowa zrzeszająca ogółem 42 związki piłki siatkowej Ameryki Północnej, Centralnej oraz Karaibów. Spośród tego grona członkami FIVB są obecnie 33 federacje. Została założona w 1968 roku. Jej siedzibą jest Santo Domingo, stolica Dominikany.

## Federacje regionalne
Związki piłki siatkowej 42 państw są podzielone na 4 federacje regionalne:
| Nazwa organizacji                                                  | Liczba członków |
| ------------------------------------------------------------------ | --------------- |
| NCVA (North Central Americas Volleyball Association)               | 6               |
| AFECAVOL (Asociación de Federaciones CentroAmericanas de Voleibol) | 7               |
| ECVA (Eastern Caribbean Zonal Volleyball Association)              | 14              |
| CAZOVA (Caribbean Zonal Volleyball Association)                    | 14              |
| Brak przynależności do federacji regionalnej                       | 1               |

## Członkowie
| Lp. | Skrót | Reprezentacja                        | Oficjalna nazwa krajowego związku piłki siatkowej      | Rok  | Strefa   | Członek FIVB (Tak / Nie) |
| --- | ----- | ------------------------------------ | ------------------------------------------------------ | ---- | -------- | ------------------------ |
| 1.  | AGU   | Anguilla                             | Anguilla Volleyball Association                        | 1992 | ECVA     | Tak                      |
| 2.  | AHO   | Antyle Holenderskie                  | Nederlands Antilliaanse Volleybal Bond - Navobo        | 1959 | brak     | Tak                      |
| 3.  | ANT   | Antigua i Barbuda                    | Antigua Volleyball Association                         | 1986 | ECVA     | Tak                      |
| 4.  | ARU   | Aruba                                | Aruba Volleyball Association                           | 1986 | CAZOVA   | Tak                      |
| 5.  | BAH   | Bahamy                               | Bahamas Volleyball Association                         | 1968 | CAZOVA   | Tak                      |
| 6.  | BAR   | Barbados                             | Barbados Volleyball Association                        | 1988 | CAZOVA   | Tak                      |
| 7.  | BER   | Bermudy                              | Bermuda Volleyball Association                         | 1984 | ECVA     | Tak                      |
| 8.  | BIZ   | Belize                               | Belize Volleyball Association                          | 1984 | AFECAVOL | Tak                      |
| 9.  | BON   | Bonaire                              | Bonairiaanse Volleyball Bond                           | 2009 | CAZOVA   | Nie                      |
| 10. | CAN   | Kanada                               | Volleyball Canada                                      | 1959 | NCVA     | Tak                      |
| 11. | CAY   | Kajmany                              | Cayman Islands Volleyball Federation                   | 1976 | CAZOVA   | Tak                      |
| 12. | CRC   | Kostaryka                            | Federación Costaricense de Voleibol                    | 1970 | AFECAVOL | Tak                      |
| 13. | CUB   | Kuba                                 | Federación Cubana de Voleibol                          | 1955 | NCVA     | Tak                      |
| 14. | CUR   | Curaçao                              | Curaçaose Volleyball Bond                              | 2009 | CAZOVA   | Nie                      |
| 15. | DMA   | Dominika                             | Dominica Amateur Volleyball Association                | 1992 | ECVA     | Tak                      |
| 16. | DOM   | Dominikana                           | Confederación Dominicana de Voleibol                   | 1955 | NCVA     | Tak                      |
| 17. | ESA   | Salwador                             | Federación Salvadoreña de Voleibol                     | 1964 | AFECAVOL | Tak                      |
| 18. | EUX   | Sint Eustatius                       | Sint Eustatius Volleyball Association                  | 2009 | ECVA     | Nie                      |
| 19. | FSM   | Saint-Martin                         | Ligue de Volley-Ball de Saint-Martin                   | 2009 | ECVA     | Nie                      |
| 20. | GDP   | Gwadelupa                            | Ligue Guadaloupe de Volleyball                         | 1992 | CAZOVA   | Nie                      |
| 21. | GRN   | Grenada                              | Grenada Volleyball Association                         | 1989 | ECVA     | Tak                      |
| 22. | GUA   | Gwatemala                            | Federación Guatemalteca de Voleibol                    | 1951 | AFECAVOL | Tak                      |
| 23. | HAI   | Haiti                                | Haiti Volleyball Association                           | 1959 | CAZOVA   | Tak                      |
| 24. | HON   | Honduras                             | Federación Hondureña de Voleibol                       | 1974 | AFECAVOL | Tak                      |
| 25. | ISV   | Wyspy Dziewicze Stanów Zjednoczonych | US Virgin Island Volleyball Association                | 1966 | CAZOVA   | Tak                      |
| 26. | BVI   | Brytyjskie Wyspy Dziewicze           | British Virgin Island Volleyball Association           | 1980 | ECVA     | Tak                      |
| 27. | JAM   | Jamajka                              | Jamaica Volleyball Federation                          | 1968 | CAZOVA   | Tak                      |
| 28. | LCA   | Saint Lucia                          | St. Lucia Amateur Volleyball Association               | 1986 | ECVA     | Tak                      |
| 29. | MEX   | Meksyk                               | Federacion Mexicana De Voleibol                        | 1955 | NCVA     | Tak                      |
| 30. | MQE   | Martynika                            | Martinique Volleyball Federation                       | 1992 | CAZOVA   | Nie                      |
| 31. | MTS   | Montserrat                           | Montserrat Volleyball Federation                       | 2006 | ECVA     | Tak                      |
| 32. | NCA   | Nikaragua                            | Federación Nicaragüense de Voleibol                    | 1980 | AFECAVOL | Tak                      |
| 33. | PAN   | Panama                               | Federación Panameña de Voleibol                        | 1968 | AFECAVOL | Tak                      |
| 34. | PUR   | Portoryko                            | Federación Puertorriqueña de Voleibol                  | 1959 | NCVA     | Tak                      |
| 35. | SAB   | Saba                                 | Saba Volleyball Association                            | 2009 | ECVA     | Nie                      |
| 36. | SKN   | Saint Kitts i Nevis                  | St. Kitts/Nevis Volleyball Association                 | 1988 | ECVA     | Tak                      |
| 37. | SUR   | Surinam                              | Surinaamse Volleyball Bond                             | 1976 | CAZOVA   | Tak                      |
| 38. | SXM   | Sint Maarten                         | Sint Maarten Volleyball Association                    | 2009 | ECVA     | Nie                      |
| 39. | TCI   | Turks i Caicos                       | Turks & Caicos Volleyball Association                  | 2009 | CAZOVA   | Nie                      |
| 40. | TRI   | Trynidad i Tobago                    | Trinidad and Tobago Volleyball Federation              | 1964 | CAZOVA   | Tak                      |
| 41. | USA   | Stany Zjednoczone                    | United States Volleyball Association                   | 1947 | NCVA     | Tak                      |
| 42. | VIN   | Saint Vincent i Grenadyny            | Saint Vincent and the Grenadines Volleyball Federation | 1987 | ECVA     | Tak                      |